# Karine Salinas
Karine Salinas (ur. 5 marca 1973 roku w Tbilisi) – francuska siatkarka, była reprezentantka kraju, grająca na pozycji rozgrywającej. Obecnie występuje we francuskim Entente Sportive Le Cannet-Rocheville. Uprawiała także siatkówkę plażową.

## Kariera
- 1990–1999  RC Cannes
- 1999–2000  Phone Limited Modena
- 2000–2001  Fiorano Modenese
- 2001–2006  RC Cannes
- 2007–2008 Przerwa
- 2008–2010  RC Cannes
- 2010-nadal  Entente Sportive Le Cannet-Rocheville

## Osiągnięcia
- Mistrzostwo Francji: (1995, 1996, 1998, 1999, 2002, 2003, 2004, 2005, 2006, 2009, 2010)
- Puchar Francji: (1996, 1997, 1998, 1999, 2003, 2004, 2005, 2006, 2009, 2010)
- Złoty medal Ligi Mistrzyń: (2002, 2003)
- Srebrny medal Ligi Mistrzyń: (2006)
- Brązowy medal Ligi Mistrzyń: (2010)
- Mistrzostwo Włoch: (2000)
- Mistrzostwo Francji w siatkówce plażowej: (1997, 1998)